# 3. ŽNL Osječko-baranjska NS Valpovo 2013./14.
Prvenstvo se igralo trokružno. Ligu je osvojio NK Gaj Brođanci i time se kvalificirao u 2. ŽNL Osječko-baranjsku NS Valpovo – Donji Miholjac.

## Tablica
| Mj. | Klub                         | Sus. | Pobj. | Nerj. | Por. | GR.   | Bod. |
| --- | ---------------------------- | ---- | ----- | ----- | ---- | ----- | ---- |
| 1.  | NK Gaj Brođanci              | 18   | 15    | 1     | 2    | 70:23 | 46   |
| 2.  | NK Mladost Tiborjanci        | 18   | 13    | 4     | 1    | 63:28 | 43   |
| 3.  | NK Sloga Samatovci           | 18   | 12    | 4     | 2    | 39:17 | 40   |
| 4.  | NK Mladost Harkanovci        | 18   | 9     | 3     | 6    | 56:28 | 30   |
| 5.  | NK Zrinski Vinogradci        | 18   | 7     | 3     | 8    | 32:40 | 24   |
| 6.  | NK Kitišanci                 | 18   | 6     | 4     | 8    | 29:42 | 22   |
| 7.  | NK Tomislav Šag              | 18   | 6     | 2     | 10   | 28:45 | 20   |
| 8.  | NK Jadran Habjanovci         | 18   | 3     | 5     | 10   | 26:44 | 14   |
| 9.  | NK Hrvatski Sokol Bocanjevci | 18   | 2     | 2     | 14   | 26:51 | 8    |
| 10. | NK Hajduk Novaki Bizovački   | 18   | 2     | 2     | 14   | 16:67 | 8    |

## Rezultati
| NK Jadran Habjanovci - NK Zrinski Vinogradci 0:1 NK Hajduk Novaki Bizovački - NK Gaj Brođanci 1:6 NK Mladost Tiborjanci - NK Hrvatski Sokol Bocanjevci 5:3 NK Tomislav Šag - NK Kitišanci 1:0 NK Sloga Samatovci - NK Mladost Harkanovci 1:1  | NK Sloga Samatovci - NK Tomislav Šag 3:2 NK Kitišanci - NK Mladost Tiborjanci 0:6 NK Hrvatski Sokol Bocanjevci - NK Hajduk Novaki Bizovački 1:2 NK Gaj Brođanci - NK Jadran Habjanovci 4:2 NK Mladost Harkanovci - NK Zrinski Vinogradci 5:2 | NK Mladost Tiborjanci - NK Sloga Samatovci 0:0 NK Hajduk Novaki Bizovački - NK Kitišanci 1:1 NK Jadran Habjanovci - NK Hrvatski Sokol Bocanjevci 1:1 NK Zrinski Vinogradci - NK Gaj Brođanci 1:3 NK Tomislav Šag - NK Mladost Harkanovci 1:0 |
| NK Sloga Samatovci - NK Hajduk Novaki Bizovački 4:1 NK Tomislav Šag - NK Mladost Tiborjanci 4:5 NK Kitišanci - NK Jadran Habjanovci 2:0 NK Hrvatski Sokol Bocanjevci - NK Zrinski Vinogradci 0:2 NK Mladost Harkanovci - NK Gaj Brođanci 0:5  | NK Jadran Habjanovci - NK Sloga Samatovci 0:2 NK Hajduk Novaki Bizovački - NK Tomislav Šag 1:4 NK Zrinski Vinogradci - NK Kitišanci 3:1 NK Gaj Brođanci - NK Hrvatski Sokol Bocanjevci 3:0 NK Mladost Tiborjanci - NK Mladost Harkanovci 5:2 | NK Sloga Samatovci - NK Zrinski Vinogradci 5:1 NK Tomislav Šag - NK Jadran Habjanovci 1:2 NK Mladost Tiborjanci - NK Hajduk Novaki Bizovački 4:0 NK Kitišanci - NK Gaj Brođanci 1:7 NK Mladost Harkanovci - NK Hrvatski Sokol Bocanjevci 4:1 |
| NK Gaj Brođanci - NK Sloga Samatovci 2:1 NK Zrinski Vinogradci - NK Tomislav Šag 4:0 NK Jadran Habjanovci - NK Mladost Tiborjanci 2:4 NK Hrvatski Sokol Bocanjevci - NK Kitišanci 0:3 NK Hajduk Novaki Bizovački - NK Mladost Harkanovci 0:5  | NK Sloga Samatovci - NK Hrvatski Sokol Bocanjevci 2:1 NK Tomislav Šag - NK Gaj Brođanci 1:2 NK Mladost Tiborjanci - NK Zrinski Vinogradci 2:2 NK Hajduk Novaki Bizovački - NK Jadran Habjanovci 3:3 NK Mladost Harkanovci - NK Kitišanci 4:1 | NK Kitišanci - NK Sloga Samatovci 2:1 NK Hrvatski Sokol Bocanjevci - NK Tomislav Šag 1:3 NK Gaj Brođanci - NK Mladost Tiborjanci 2:2 NK Zrinski Vinogradci - NK Hajduk Novaki Bizovački 1:0 NK Jadran Habjanovci - NK Mladost Harkanovci 2:2 |
| NK Zrinski Vinogradci - NK Jadran Habjanovci 3:2 NK Gaj Brođanci - NK Hajduk Novaki Bizovački 6:0 NK Hrvatski Sokol Bocanjevci - NK Mladost Tiborjanci 3:5 NK Kitišanci - NK Tomislav Šag 3:0 NK Mladost Harkanovci - NK Sloga Samatovci 0:1  | NK Tomislav Šag - NK Sloga Samatovci 0:1 NK Mladost Tiborjanci - NK Kitišanci 3:1 NK Hajduk Novaki Bizovački - NK Hrvatski Sokol Bocanjevci 1:2 NK Jadran Habjanovci - NK Gaj Brođanci 2:3 NK Zrinski Vinogradci - NK Mladost Harkanovci 0:7 | NK Sloga Samatovci - NK Mladost Tiborjanci 2:2 NK Kitišanci - NK Hajduk Novaki Bizovački 4:1 NK Hrvatski Sokol Bocanjevci - NK Jadran Habjanovci 5:0 NK Gaj Brođanci - NK Zrinski Vinogradci 3:0 NK Mladost Harkanovci - NK Tomislav Šag 3:0 |
| NK Hajduk Novaki Bizovački - NK Sloga Samatovci 0:2 NK Mladost Tiborjanci - NK Tomislav Šag 5:0 NK Jadran Habjanovci - NK Kitišanci 2:2 NK Zrinski Vinogradci - NK Hrvatski Sokol Bocanjevci 5:1 NK Gaj Brođanci - NK Mladost Harkanovci 4:3  | NK Sloga Samatovci - NK Jadran Habjanovci 6:0 NK Tomislav Šag - NK Hajduk Novaki Bizovački 3:1 NK Kitišanci - NK Zrinski Vinogradci 1:1 NK Hrvatski Sokol Bocanjevci - NK Gaj Brođanci 1:3 NK Mladost Harkanovci - NK Mladost Tiborjanci 5:1 | NK Zrinski Vinogradci - NK Sloga Samatovci 1:2 NK Jadran Habjanovci - NK Tomislav Šag 1:1 NK Hajduk Novaki Bizovački - NK Mladost Tiborjanci 0:3 NK Gaj Brođanci - NK Kitišanci 6:0 NK Hrvatski Sokol Bocanjevci - NK Mladost Harkanovci 1:4 |
| NK Sloga Samatovci - NK Gaj Brođanci 2:1 NK Tomislav Šag - NK Zrinski Vinogradci 3:3 NK Mladost Tiborjanci - NK Jadran Habjanovci 4:0 NK Kitišanci - NK Hrvatski Sokol Bocanjevci 5:2 NK Mladost Harkanovci - NK Hajduk Novaki Bizovački 11:1 | NK Hrvatski Sokol Bocanjevci - NK Sloga Samatovci 2:3 NK Gaj Brođanci - NK Tomislav Šag 9:1 NK Zrinski Vinogradci - NK Mladost Tiborjanci 1:2 NK Jadran Habjanovci - NK Hajduk Novaki Bizovački 6:0 NK Kitišanci - NK Mladost Harkanovci 1:3 | NK Sloga Samatovci - NK Kitišanci 1:1 NK Tomislav Šag - NK Hrvatski Sokol Bocanjevci 3:1 NK Mladost Tiborjanci - NK Gaj Brođanci 5:1 NK Hajduk Novaki Bizovački - NK Zrinski Vinogradci 3:1 NK Mladost Harkanovci - NK Jadran Habjanovci 0:1 |